# Ricardo Herrera
Ricardo Germán Andrés Herrera (San Fernando del Valle de Catamarca, 8 de marzo de 1913-ibídem, 12 de junio de 2017), conocido popularmente como «Kilo» Herrera, fue un político y abogado argentino, que se desempeñó en diversos cargos en la provincia de Catamarca, de la que alcanzó a ser electo como gobernador en 1962, aunque se vio imposibilitado de asumir por una intervención federal. Es uno de los fundadores del Frente Cívico y Social de Catamarca en 1991.

## Carrera
Era descendiente del también político catamarqueño Julio Herrera. Tras trabajar como docente en la Escuela Normal de Maestras de San Fernando del Valle de Catamarca, entre 1947 y 1952, logró un puesto de apoderado provincial del Banco de la Nación Argentina. Sus primeros pasos en la política provincial los dio como asesor en la Administración Provincial de Rentas, en la policía provincial y en el Instituto de Previsión Social.
Posteriormente, fue designado como Ministro de Finanzas de la provincia, primeramente en 1946, como parte del gabinete de Pacífico Rodríguez, y luego en 1961, como parte del gabinete de Juan Manuel Salas.
Se postuló a gobernador de la provincia por la Unión Cívica Radical Intransigente en 1961, resultando electo con el 41,45 por ciento de los votos, aunque no pudo asumir por el golpe de Estado del 29 de marzo de 1962, que derrocó a Arturo Frondizi y anuló las elecciones.
Posteriormente, logró convertirse en miembro del Superior Tribunal de Justicia de Catamarca, órgano del que fue presidente. Su actuación política nunca cesó, puesto que fue el fundador, junto con otras figuras, del partido Acuerdo Cívico y Social.
En dos ocasiones fue director de la empresa Yacimientos Mineros Agua de Dionisio, entre 1959 y 1973, como también en la década de 1990, entre 1992 y 1993.